# فرودگاه شهرستان سکات
فرودگاه شهرستان سکات (به انگلیسی: Scott Municipal Airport) یک فرودگاه همگانی بهره‌برداری هوایی است که یک باند فرود آسفالت دارد و طول باند آن ۱۶۷۷ متر است. این فرودگاه در کشور ایالات متحده آمریکا قرار دارد و در ارتفاع ۴۷۱ متری از سطح دریا واقع شده است.